# Mucharbij Kirzjinov
Mucharbij Nurbijevitj Kirzjinov (ryska: Мухарбий Нурбиевич Киржинов), född 1 januari 1949 i Kosjechabl, är en före detta sovjetisk tyngdlyftare.
Kirzjinov blev olympisk guldmedaljör i 67,5-kilosklassen i tyngdlyftning vid sommarspelen 1972 i München.